# زیبله راینهارت
زیبله راینهارت (انگلیسی: Sybille Reinhardt؛ زادهٔ ۲۰ اکتبر ۱۹۵۷) قایقران روئینگ اهل آلمان شرقی بود.